# Xã Eagle Harbor, Michigan
Xã Eagle Harbor (tiếng Anh: Eagle Harbor Township) là một xã thuộc quận Keweenaw, tiểu bang Michigan, Hoa Kỳ. Năm 2010, dân số của xã này là 217 người.